# 조성권 (축구 선수)
조성권(한국 한자: 趙誠權, 2001년 2월 24일 ~ )는 대한민국의 축구 선수로 현재 광주 FC에서 센터백으로 활동하고 있다.